# Джордани, Пьетро
Пьетро Джордани (итал. Pietro Giordani; 1 января 1774, Пьяченца — 2 сентября 1848, Парма) — итальянский писатель

, публицист и
историк искусства.

## Биография
В молодости готовился стать монахом. В 1797 году вступил в бенедиктинский монастырь Святого Сикста в Пьяченце, однако в 1803 году отказался от духовного служения в пользу литературного творчества.
Был сторонником Наполеона и его режима в Италии, в 1807 году написал панегирик в честь Бонапарта. В 1808 году получил должность секретаря Академии изящных искусств в Болонье, которую в 1808 году ему пришлось оставить в связи с началом реставрации и возврата к старым порядкам. П. Джордани подозревали в приверженности к либеральным республиканским идеалам.
Помимо занятий литературным творчеством, участвовал в политической жизни страны; будучи патриотом, был вовлечён в деятельность, направленную на освобождение Италии от австрийского господства.
Изгнанный в 1824 году за свободомыслие из Пьяченцы, отправился во Флоренцию, откуда также был изгнан, в 1830 году поселился в Парме.
П. Джордани был близким другом Джакомо Леопарди. Первые оригинальные стихи Леопарди обратили на себя внимание Пьетро Джордани. С ним, начиная с 1817 года, у Леопарди завязалась оживлённая переписка. Дружба и покровительство П. Джордани сыграли роль в дальнейшей литературной судьбе Леопарди. Он не только ввёл его в круг итальянских литераторов, но многие годы был его деятельным советчиком и руководителем.
Дружил также с Карло Каттанео.
П. Джордани считался авторитетным литератором в жанре эпистолярной литературы, автором ряда панегириков, памфлетов, политическим публицистом, эстетом. Боролся за возрождение итальянского стиля в литературе.

## Избранные публикации

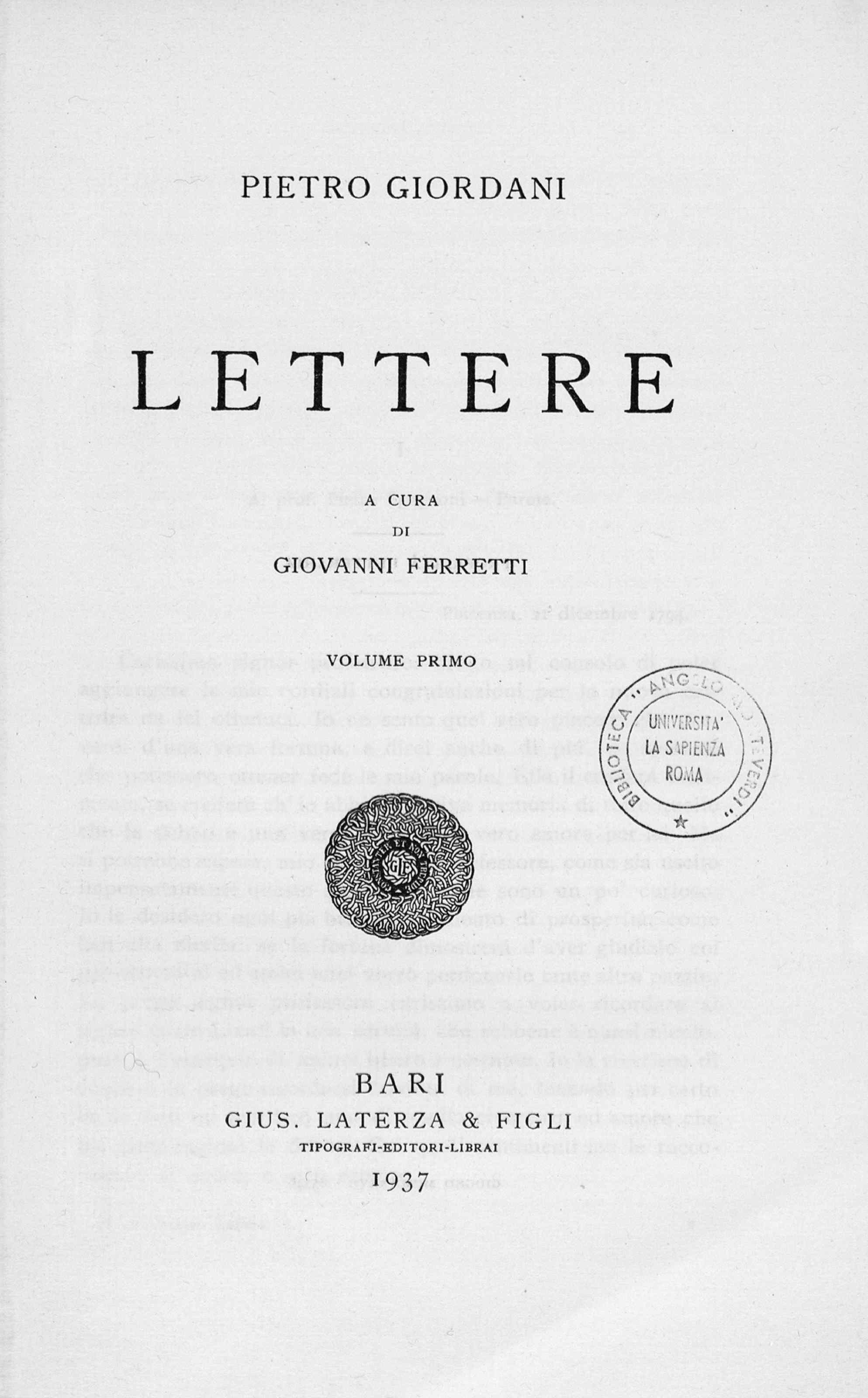
Lettere e carteggi

- 1806: Descrizione del Foro Bonaparte
- 1807: Sullo stile poetico del signor marchese di Montrone
- 1807: Panegirico alla sacra maestà di Napoleone
- 1810: Sulla vita e sulle opere del cardinal Sforza Pallavicino
- 1810: Panegirico ad Antonio Canova
- 1811: Sopra un dipinto del cav. Landi e uno del cav. Camuccini
- 1815: Discorso per le tre legazioni riacquistate dal papa
- 1816: L’Alicarnasso del Mai
- 1832: Sopra tre poesie dipinte a fresco
- 1845: Proemio al terzo volume delle opere di Giacomo Leopardi

## Память
- В г. Пьяченца в его честь названа одна из улиц старого города, там же ему установлен памятник на центральной площади перед церковью Св. Франческо.